# 高富駅
高富駅（たかとみえき）は、岐阜県岐阜市粟野東に存在した、名古屋鉄道高富線の駅（廃駅）である。

## 歴史
1913年に高富線が長良軽便鉄道の路線として開通した際、当駅は長良川北岸の長良北町駅から来た路線の終着駅として開業した。2年後には長良北町駅に岐阜市内線の前身である美濃電気軌道の路線が到達、高富線とも接続してすぐに直通運転が実施された。しかし高富線は戦後、自動車の普及が進む中で輸送能力の貧弱さが仇となり、1960年に全線が廃止される。当駅もこれにあわせ廃駅となった。
- 1913年（大正2年）12月25日 - 長良軽便鉄道の長良北町駅 - 当駅間の開通と同時に開業[2][3]。
- 1915年（大正4年）11月20日 - 長良軽便鉄道と美濃電気軌道市内線が接続され、11月26日より両線で直通運転開始[3]。
- 1920年（大正9年）9月10日 - 長良軽便鉄道は美濃電気鉄道へ合併。同社の高富線となる[3]。
- 1923年（大正12年）11月 - 駅舎が竣工[3]。
- 1930年（昭和5年）8月20日 - 美濃電気軌道が名古屋鉄道（初代。同年中に名岐鉄道に改称し、1935年より名古屋鉄道に再改称）に合併。同社の高富線の駅となる[3]。
- 1960年（昭和35年）4月22日 - 高富線廃止に伴い廃駅となる[3]。

## 駅構造
相対式2面2線の乗り場が設けられ、駅舎も存在していた。

## 乗客数の推移
| 年度 | 乗車人員 | 降車人員 |
| ---- | -------- | -------- |
| 1956 | 631,100  | 622,431  |
| 1957 | 641,221  | 643,238  |
| 1958 | 670,846  | 662,231  |
| 1959 | 666,097  | 664,601  |
| 1960 | 42,375   | 42,030   |

- 『岐阜県統計書デジタルアーカイブ』岐阜県より

## 駅周辺
駅所在地は岐阜市の北端にあたり、向かい側には高富町（2003年に合併して山県市）の中心街が広がっていた。
駅は旧高富街道に面していた。東300メートルには大龍寺がある。

## 廃止後の状況
- 高富線はバスに転換され[6]、高富駅跡は名鉄岐阜自動車営業所と高富バス停となり、バスターミナルとなった。しかし、名鉄岐阜自動車営業所が移転し、高富バス停も移転すると、バスターミナルとしては廃止され、高富大竜寺バス停どまりのバスの回転所となる。
- 2004年（平成16年）10月1日、名鉄バス高富線が岐阜バスに移管されると、回転所としても廃止されている。
- 現在は住宅が建っている。

## 隣の駅
名古屋鉄道
高富線
粟野駅 - 高富駅